# Vado, vedo... vengo! - Un viaggio tutto curve
Vado, vedo... vengo! - Un viaggio tutto curve (Going the Distance) è un film del 2004 diretto da Mark Griffiths.
Il film, con protagonisti Cristopher Jacot, Joanne Kelly e Ryan Belleville, venne distribuito in Canada come Going the Distance, ma negli Stati Uniti il titolo venne esteso a National Lampoon's Going the Distance.
Prodotto in Canada dalla Brightlight Pictures e sponsorizzato dal canale televisivo MuchMusic, il film è considerato uno dei più grandi successi del botteghino canadese.

## Trama
Nick è un adolescente dalla vita apparentemente perfetta. Un giorno si accorge che la sua ragazza sta per cadere nelle mani di un famoso produttore discografico: per impedirlo, parte insieme a due amici in un avventuroso viaggio alla volta delle zone costiere canadesi, per raggiungere i MuchMusic Video Awards di Toronto.

## Colonna sonora
La colonna sonora di Going the Distance è stata pubblicata subito dopo il film.
1. Sum 41 - Open Your Eyes
2. Gob - Break
3. The Darkness - Growing on Me
4. Jersey - What A Wonderful World
5. Jet - Cold Hard Bitch
6. Katy Rose - License To Thrill
7. Thornley - So Far So Good
8. Avril Lavigne - Losing Grip (Live in Dublin)
9. The Trews - Not Ready to Go
10. Swollen Members - Watch This
11. Kyprios - Sex
12. Sweatshop Union feat. Moka Only - Better Days
13. Lester - Superfreak
14. Motion City Soundtrack - Knockin
15. Nickelback - Someday

## Riconoscimenti
- Nomination al Canadian Comedy Award alla miglior performance divertente maschile (Ryan Belleville)